# 圣艾尼昂 (吉伦特省)
圣艾尼昂（法語：Saint-Aignan，法語發音：[sɛ̃.t‿ɛɲɑ̃]）是法国吉伦特省的一个市镇，属于利布尔讷区。

## 地理
圣艾尼昂（44°56'37"N, 0°17'54"W）面积2.75 平方千米，位于法国新阿基坦大区吉倫特省，该省份为法国西南部沿海省份，是法國本土面积最大的省，北起滨海夏朗德省，西临大西洋，南至朗德省，东南接洛特-加龍省，东临多爾多涅省。
与圣艾尼昂接壤的市镇（或旧市镇、城区）包括：弗龙萨克、拉里维耶尔、萨扬、圣日耳曼-德拉里维耶尔、圣米歇尔-德弗龙萨克、维勒古日。

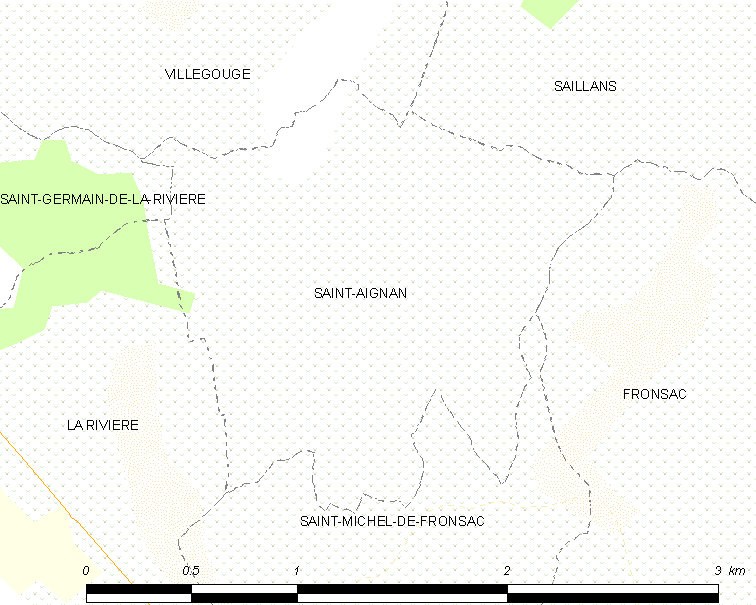
的OSM定位图

圣艾尼昂的时区为UTC+01:00、UTC+02:00（夏令时）。

## 行政
圣艾尼昂的邮政编码为33126，INSEE市镇编码为33365。

## 政治
圣艾尼昂所属的省级选区为勒利布尔奈-弗龙萨代县。

## 人口

1962-2008年间人口变化图示

圣艾尼昂于2022年1月1日时的人口数量为195人。